# Henri IX l'Ancien
Pour les articles homonymes, voir Henri IX.
Henri IX l'Ancien (en polonais : Henryk IX Starszy (Głogowski) né vers 1389/1390 – 11 novembre 1467) fut duc de  Żagań-Głogów entre 1397 et 1412 (avec ses frères comme corégents), entre  1412 et 1417 il règne sur  Szprotawa, Krosno Odrzańskie, Świebodzin et la moitié de Głogów (avec ses frères comme corégents). À partir de 1417, il est souverain de Szprotawa, de la moitié de Głogów, à partir de 1420 souverains de Kożuchów et Zielona Góra. À partir de 1430, il est le souverain de Krosno Odrzańskie et Świebodzin et enfin, il est depuis 1446 duc de Lubin.

## Éléments de biographie
Henri IX est le second fils de Henri VIII le Moineau, duc de Głogów et de son épouse Catherine, fille du duc Ladislas II d'Opole. Après la mort de son père en 1397, la duchesse douairière Catherine se retire avec ses enfants à  Kożuchów, qui avec Zielona Góra, constitue son Oprawa wdowia. Entre 1397 et 1401, la garde officielle des jeunes princes et la régence du duché est assurée par le duc Robert Ier de Legnica, époux de leur tante Edwige de Sagan. Il ne s'agit pas d'une tâche aisée car Henri VIII laisse ses domaines dans une situation financière très difficile. Robert Ier commence progressivement à désintéresser les créanciers d'Henri VIII et à assainir la situation générale du duché. Le régent montre une sollicitude particulière pour les principales villes du duché : Głogów, Krosno Odrzańskie et Szprotawa.
Lorsque son frère aîné Jean Ier atteint sa majorité en 1401, il assure la régence de ses jeunes frères et assume le gouvernement du « Duché ». En 1403, les frères reçoivent les domaines de leur oncle Henri VI l'Aîné après la renonciation de sa veuve Hedwige de Legnica, qui y règne depuis 1393, après les avoir reçus comme Oprawa wdowia. En 1412, la division formelle du duché est réalisée : Henri IX, et ses frères Henri X Rumpold et Venceslas reçoivent le « duché de Głogów » c'est-à-dire la moitié de Głogów, contrôlée par leur famille, Świebodzin, Krosno Odrzańskie et Szprotawa.
En 1417, un nouveau traité de division intervient dans le duché de Głogów : Henri IX et Henri X Rumpold (mort en 1423) reçoivent la moitié de Głogów et Szprotawa, mais accordent à leur jeune frère Venceslas les cités de Świebodzin, Krosno Odrzańskie et Bytnica. Cette région revient à Henri IX après la mort de Venceslas en 1431. 
Henri IX et Henri X Rumpold règnent conjointement, mais le gouvernement effectif est assuré par Henri IX. Henri X Rumpold demeure au service du roi de Bohême et de Hongrie Sigismond de Luxembourg, sous les ordres duquel il combat contre les Hussites et effectue des missions diplomatiques au notamment au Danemark, où il meurt le 18 janvier 1423, peu avant son mariage avec une parente du roi Éric de Poméranie. 
Après sa mort, son frère Henri IX règne seul sur le duché. Antérieurement, il a reçu les cités de Kożuchów et Zielona Góra après la mort de sa mère en 1420. Cependant cet héritage lui est contesté par son  frère ainé Jean Ier et une guerre de courte durée éclate entre les fils de Henri VIII. Le conflit se termine au bénéfice de Henri IX, qui peut garder les villes, car le différend est finalement réglé par la médiation de l'électeur Rodolphe III de Saxe, et il prévoit que chaque frère conserve ses propres cités.

## Union et postérité et succession
Entre 1423 et 1431, Henri IX épouse Hedwige († 25 juin 1454), fille de Conrad III d'Oleśnica. Ils ont six enfants :
- Sigismond (né en 1431/1432 - † 24 décembre 1458) ;
- Henri XI (né vers 1429/1435 - † 22 février 1476) ;
- Anna (née vers 1430/1440 - † 17 décembre 1483), épouse en 1454 Jean II de Rosenberg ;
- Un fils anonyme (né avant 30 mai 1447 - † avant 11 novembre 1467) ;
- Hedwige (née vers 1450 - † 30 mai 1482) ;
- Catharine (née avant 1454 - † après 14 novembre 1497).

Dans son testament de 1447, Henri VII laisse le duché conjointement à ses trois fils comme corégents. Une clause expresse prévoit toutefois que le Duché ne doit pas être divisé au cours des vingt années suivantes. De plus, ses héritiers ne sont pas autorisés à consulter des conseillers étrangers. Cette clause vise à assurer l'unité de Głogów. Toutefois, la mort prématurée de ses deux fils Sigismond († 1458) et le fils anonyme († avant novembre 1467) préserve le duché de partages postérieurs et l'ensemble de Głogów passe à son seul fils survivant, Henri XI de Głogów, le dernier représentant mâle de sa lignée.